# Resolutie 1815 Veiligheidsraad Verenigde Naties
Resolutie 1815 van de Veiligheidsraad van de Verenigde Naties werd unaniem aangenomen door de VN-Veiligheidsraad op 2 juni 2008 en verlengde de internationale onderzoekscommissie naar de terreuraanslag waarbij Rafik Hariri was omgekomen tot 31 december 2008.

## Achtergrond
In februari 2005 kwam Rafik Hariri, dit tot een jaar daarvoor premier van Libanon was geweest, om bij een bomaanslag. De regering trad hierop af, en er volgden grootschalige betogingen. De Verenigde Naties stelden een onderzoek in, dat uitmondde in de oprichting van het Libanontribunaal in Nederland.

## Inhoud

### Waarnemingen
De commissie zelf, Libanon en secretaris-generaal Ban Ki-moon vroegen om het mandaat van de onderzoekscommissie, die Libanon bijstand met het onderzoek naar de terreuraanslag op oud-premier Rafik Hariri, te verlengen tot 31 december 2008.

### Handelingen
Zodoende werd de commissie tot 31 december verlengd. Als het onderzoek afgerond was, kon ze desgevallend eerder stopgezet worden. Ten slotte werd de commissie gevraagd binnen de zes maanden te rapporteren over de stand van zaken van het onderzoek.
Lijst ·  1795 ·  1796 ·  1797 ·  1798 ·  1799 ·  1800 ·  1801 ·  1802 ·  1803 ·  1804 ·  1805 ·  1806 ·  1807 ·  1808 ·  1809 ·  1810 ·  1811 ·  1812 ·  1813 ·  1814 ·  1815 ·  1816 ·  1817 ·  1818 ·  1819 ·  1820 ·  1821 ·  1822 ·  1823 ·  1824 ·  1825 ·  1826 ·  1827 ·  1828 ·  1829 ·  1830 ·  1831 ·  1832 ·  1833 ·  1834 ·  1835 ·  1836 ·  1837 ·  1838 ·  1839 ·  1840 ·  1841 ·  1842 ·  1843 ·  1844 ·  1845 ·  1846 ·  1847 ·  1848 ·  1849 ·  1850 ·  1851 ·  1852 ·  1853 ·  1854 ·  1855 ·  1856 ·  1857 ·  1858 ·  1859